# Forrest Gregg
Alvis Forrest Gregg (Birthright, Texas, 1933. október 18. – Colorado Springs, Colorado, 2019. április 12.) amerikai amerikaifutball-játékos, edző.

## Pályafutása
1956-ban illetve 1958 és 1970 között a Green Bay Packers, 1971-ben a Dallas Cowboys játékosa volt. A Packers csapatával háromszoros Super Bowl-győztes és ötszörös NFL-győztes volt. Kilenc alkalommal vett részt a Pro Bowl-mérkőzéseken.
1972–73-ban a San Diego Chargers, 1974-ben a Cleveland Browns csapatainál segédedzősködött. 1975 és 1977 között a Browns vezetőedzőjeként tevékenykedett. 1979-ben a kanadai Toronto Argonauts, 1980 és 1983 között a Cincinnati Bengals, 1984 és 1987 között a Green Bay Packers szakmai munkáját irányította. 1989–90-ben az SMU, 1994–95-ben a Shreveport Pirates edzője volt.

## Sikerei, díjai
- Super Bowl
  - győztes (3): 1967, 1968, 1972
- National Football League
  - győztes (5): 1961, 1962, 1965, 1966, 1967
- Green Bay Packers Hall of Fame